# Н’Куду, Жорж-Кевин
Жорж-Кеви́н Н’Куду́ Мбида́ (фр. Georges-Kévin N'Koudou Mbida, французское произношение: [ʒɔʁʒ kevin kudu]; род. 13 февраля 1995, Версаль) — камерунский и французский футболист, вингер клуба «Дамак» и сборной Камеруна.

## Карьера
Н’Куду родился в Версале. Дебютировал в Лиге 1 10 августа 2013 года в матче против «Бастии».
18 июня 2015 года перебрался в марсельский «Олимпик» на правах свободного агента, заключив контракт на 5 лет.
31 августа 2016 года Н’Куду перешёл в английский «Тоттенхэм Хотспур». Сумма трансфера составила 11 млн евро. 24 сентября дебютировал в 6-м туре Премьер-лиги, на 90-й минуте заменив Кристиана Эриксена.
Летом 2019 года Н’Куду перешёл в «Бешикташ» из «Тоттенхэм Хотспур». Соглашение рассчитано на четыре года. В сезоне 2019/20 за «Тоттенхэм Хотспур» игрок провёл один матч.